# ویولت (فیلم ۲۰۱۳)
ویولت (انگلیسی: Violette) فیلمی فرانسوی در ژانر درام و زندگی‌نامه‌ای است که در سال ۲۰۱۳ منتشر شد.

## بازیگران
- امانوئل دوو
- ژاک بونافه
- ناتالی ریشار
- الیویه گورمه
- الیویه پی
- ساندرین کیبرلن